# Wirral
Wirral er en halvø, der ligger på grænsen mellem Merseyside og Cheshire i det nordvestlige England. Floden Mersey danner grænsen mod øst. Mod nord går halvøen ud i det irske hav. Mod vest danner floden Dee grænsen mod Wales.

## Halvøen
Fra gammel tid var Wirral et hundred i grevskabet Cheshire, som hele halvøen var en del af indtil 1974. Dette år blev den nordlige del af halvøen til kommunen The Metropolitan Borough of Wirral, mens den sydlige del blev til kommunen Ellesmere Port og Neston.

## Wirral Kommune
The Metropolitan Borough of Wirral blev oprettet I 1974, da nogle mindre kommuner blev slået sammen. Den nye kommune mistede den administrative forbindelse til Cheshire. I stedet blev kommunen en del af det nyoprettede grevskab Merseyside.
Birkenhead, Wallasey, Bebington, Heswall, Hoylake og West Kirby er de største byer I kommunen. Wallasey er administrationsby. Kommunen havde 319.800 indbyggere i 2011.

## Kommunen mod syd
I 1974 – 2009 var kommunen Ellesmere Port og Neston, der udgør den sydlige del af Wirral halvøen, fortsat en del af Cheshire. I 2009 blev kommunen lagt sammen med naboerne mod syd og sydøst. Dermed var den nye kommune Cheshire West og Chester dannet.
Den nye kommune havde 329.500 indbyggere i 2011, og dens administration er delt mellem Chester og Winsford.
53°18′N 3°00′V / 53.3°N 3°V